# Wiktor Dłuski
Wiktor Dłuski (ur. 3 marca 1939 w Paryżu) – polski tłumacz i publicysta, członek redakcji pisma Res Publica od 1979 roku.

## Życiorys
Jest synem Ostapa Dłuskiego. W 1955 rozpoczął studia historyczne na Uniwersytecie Warszawskim, które ukończył formalnie dopiero w 1963. W 1964 ożenił się z poetką Joanną Pollakówną.
Od 1972 pracował w tygodniku Forum, gdzie zaczął wykonywać zawód tłumacza. W latach 1979–1981 był członkiem redakcji wydawanego poza cenzurą pisma Res Publica, z którym ponownie związał się po jego reaktywacji w 1987 roku. Przełożył z francuskiego i rosyjskiego około 50 książek oraz liczne eseje i artykuły, opublikowane w czasopismach, głównie w Res Publice i Przeglądzie Politycznym.
W 2011 otrzymał nagrodę Literatury na Świecie za przekład Rewolucja. Władza, nadzieje, rozterki Bronisława Baczki. W roku 2015 został odznaczony francuskim Orderem Sztuki i Literatury (w stopniu oficerskim) za popularyzację francuskiej literatury w Polsce oraz otrzymał Nagrodę Literacką Gdynia za przekład Martwych dusz Nikołaja Gogola. W 2017 roku otrzymał Literacką Nagrodę Europy Środkowej Angelus za przekład powieści Olega Pawłowa Opowieści z ostatnich dni.

## Wybrane tłumaczenia
- Louis Althusser, Étienne Balibar Czytanie „Kapitału (1975)
- Jean Renoir Moje życie, moje filmy (1978) – z Konradem Eberhardtem
- Alfred Simon Słownik współczesnego teatru francuskiego (1979) z Witoldem Kalinowskim i Piotrem Szymanowskim
- José Cabanis Karol X – król ultras (1981)
- Alain Besançon Anatomia widma: ekonomia polityczna realnego socjalizmu (1984)
- Władimir Wojnowicz Życie i niezwykłe sprawy żołnierza Iwana Czonkina (1984)
- Michał Rabinowicz Życie codzienne w ruskim i rosyjskim mieście feudalnym (1985)
- Martin Malia Lekcja rewolucji rosyjskiej (1986)
- Jean Dorst Siła życia (1987)
- Ludwik Filip I Pamiętniki z czasów Wielkiej Rewolucji (1988)
- Patrick Modiano Zagubiona dzielnica (1993)
- Charles Talleyrand Pamiętniki (1754-1815) (1994)
- Charles Sterling Martwa natura: od starożytności po wiek XX (1998) – wspólnie z Joanną Pollakówną
- Marie-Anne Matard-Bonucci Historia mafii (2001)
- Pierre Brunel George Sand – Fryderyk Chopin: bieguny miłości (2002)
- Henry Gidel Coco Chanel (2002)
- Camille Laurens W tych ramionach (2002; wyd. II – 2016)
- Henri de Bresson Nowe Niemcy (2003)
- Boris Akunin Pelagia i biały buldog (2004)
- Boris Akunin Pelagia i Czarny Mnich (2004)
- Bronisław Baczko Jak wyjść z Terroru: Termidor a Rewolucja (2005)
- Valérie Zenatti Żołnierka (2005)
- Boris Akunin Historie cmentarne (2006)
- Philippe Collas Mata Hari: jej prawdziwa historia (2006)
- Leonid Józefowicz Kostium Arlekina: przygody śledczego Iwana Dmitriewicza Putilina (2006)
- Béatrix Beck Dziecię kot: powieść (2007)
- Leonid Józefowicz Dom schadzek: przygody śledczego Iwana Dmitriewicza Putilina (2007)
- Aleksandra Kroh Jan Potocki: daleka podróż (2007)
- Thierry Cohen Wolałbym żyć (2008)
- Thérèse Delpech Powrót barbarzyństwa w XXI wieku (2008)
- Leonid Józefowicz Książę Wiatru: przygody śledczego Iwana Dmitriewicza Putilina (2008)
- Jean-Claude Carrière Alfabet zakochanego w Indiach (2009)
- Philippe Ségur Pisarz w 10 lekcjach (2009)
- Bronisław Baczko Rewolucja: władza, nadzieje, rozterki (2010)
- Philippe Grimbert Tajemnica (2010)
- Hadrien Rabouin Dziennik Hadriena i Rumianki: 1300 kilometrów przez Francję (2010)
- Jean-Claude Carrière Alfabet zakochanego w Meksyku (2011)
- Simon Leys Szczęście małych rybek (2011)
- Jean Rolin I ktoś rzucił za nim zdechłego psa (2011)
- Rémi Brague Europa: droga rzymska (2012)
- Kim Thúy Ru (2012)
- Jean-Claude Carrière Krąg łgarzy: powiastki filozoficzne z całego świata (2013)
- Nikołaj Gogol Martwe dusze (2014)
- Oleg Pawłow Opowieści z ostatnich dni (2016)
- Bronisław Baczko Światła utopii (2016)